# Opperste Sovjet van de Moldavische Socialistische Sovjetrepubliek
De Opperste Sovjet van de Moldavische Socialistische Sovjetrepubliek (Moldavisch: Советул Супрем ал РСС Молдовенешть, Sovietul Suprem al RSS Moldovenești) was de benaming van de opperste sovjet (wetgevende vergadering met bepaalde uitvoerende bevoegdheden) van genoemde sovjetrepubliek en bestond van 1941 tot 1991. In 1992 werd zij vervangen door het Parlement van Moldavië., Verkiezingen voor de Opperste Sovjet vonden om de vier, later (vanaf 1978) om de vijf jaar plaats en het parlement kwam twee sessies per jaar bijeen. De laatste verkiezingen voor de Opperste Sovjet vonden in 1990 plaats.
Tussen de zittingen van de Opperste Sovjet in, nam het Presidium van de Opperste Sovjet het dagelijks bestuur waar. De voorzitter van het Presidium was het hoofd van de Moldavische SSR. Het Presidium werd in 1990 ontbonden en de wetgevende bevoegdheden van de voorzitter van het Presidium werden overgeheveld naar de voorzitter van de Opperste Sovjet. 

## Voorzitters (van het Presidium) van de Opperste Sovjet
| No.                                                 | Afbeelding                                          | Naam                                                | Begin ambtstermijn                                  | Einde ambtstermijn                                  | Politieke partij                                    |
| Voorzitter van het Presidium van de Opperste Sovjet | Voorzitter van het Presidium van de Opperste Sovjet | Voorzitter van het Presidium van de Opperste Sovjet | Voorzitter van het Presidium van de Opperste Sovjet | Voorzitter van het Presidium van de Opperste Sovjet | Voorzitter van het Presidium van de Opperste Sovjet |
| --------------------------------------------------- | --------------------------------------------------- | --------------------------------------------------- | --------------------------------------------------- | --------------------------------------------------- | --------------------------------------------------- |
| 1                                                   |                                                     | Fjodor Brovko                                       | 10 februari 1941                                    | 26 maart 1951                                       | PCM                                                 |
| 2                                                   |                                                     | Ion Codiță                                          | 28 maart 1951                                       | 3 april 1963                                        | PCM                                                 |
| 3                                                   |                                                     | Kirill Iljasjenko                                   | 3 april 1963                                        | 10 april 1980                                       | PCM                                                 |
| 4                                                   |                                                     | Ivan Calin                                          | 19 april 1980                                       | 24 december 1985                                    | PCM                                                 |
| 5                                                   |                                                     | Alexandru Mocanu                                    | 24 december 1985                                    | 29 juli 1989                                        | PCM                                                 |
| 6                                                   |                                                     | Mircea Snegur                                       | 29 juli 1989                                        | 27 april 1990                                       | PCM                                                 |
| Voorzitter van de Opperste Sovjet                   |                                                     |                                                     |                                                     |                                                     |                                                     |
| 1                                                   |                                                     | Mircea Snegur                                       | 27 april 1990                                       | 3 september 1990                                    | —                                                   |
| Bron: WSM                                           |                                                     |                                                     |                                                     |                                                     |                                                     |